# Khadga Prasád Oli
Khadga Prasád Šarma Oli, zkrácováno KP Oli (nepálsky खड्गप्रसाद शर्मा ओली, Khaḍga Prasād Śarmā Olī; * 22. února 1952, okres Téhrathum, Nepál) je nepálský politik, předseda Komunistické strany Nepálu sjednocených marxistů-leninistů a od července 2024 premiér Nepálu. tuto funkci zastával také v letech 2015–2016 a 2018–2021.

## Vrcholná politická kariéra
V říjnu 2015 porazil Oli obhajujícího premiéra Sušila Koirálu z Nepálského kongresu v poměru 338 ku 249 volitelů z celkových 587 hlasujících a stal se tak 38. předsedou vlády.
24. července 2016 rezignoval na pozici premiéra před hlasováním o nedůvěře, protože maoisté odřekli jeho vládě podporu. Novým předsedou vlády se stal Pušpa Kamal Dahal (Pračanda).
Oli se opět stal premiérem v únoru 2018, když vyhrál listopadové a prosincové volby s nově vytvořenou levicovou aliancí sjednocených marxistů-leninistů, jíž předsedal právě Oli, a maoistů Pušpy Kamala Dahala. Z této spolupráce vzešla nová Komunistická strana Nepálu. Jednou z podmínek sloučení stran bylo sdílené předsednictví nové strany a pravidelné střídání na postu premiéra.
S blížícím se termínem změny premiérství dal KP Oli najevo, že se pozice ve prospěch maoistů nehodlá vzdát, kvůli čemuž došlo k rozkolu ve sjednocené straně. V prosinci 2020 rozpustil sněmovnu a ohlásil nové volby, ale toto rozhodnutí bylo zrušeno v únoru nejvyšším soudem. 10. května 2021 byla jeho vládě vyslovena nedůvěra v poměru 93 pro, 124 proti z 271 možných hlasů. Nedůvěru mu vyslovila i nespokojená frakce jeho vlastní strany. Prezidentka Bhandáríová 21. května požádala o nové kandidáty na premiéra s dostatečnou podporou, ale poslaneckou sněmovnu nakonec rozpustila. Nejvyšší soud 13. července 2021 opět zrušil rozpuštění sněmovny a vyzval ke jmenování premiérem předsedu opozičního Kongresu Šéra Bahádura Deubu, který byl ministerským předsedou již čtyřikrát předtím, naposledy v letech 2017–2018. V srpnu 2021 frakce 29 zákonodárců sjednocených marxistů-leninistů podporující Deubu založila pod vedením bývalého premiéra Madhava Kumára Nepála novou komunistickou stranu „sjednocených socialistů“.
Ve všeobecných volbách v listopadu 2022 skončili sjednocení marxisté-leninisté s 78 poslanci na druhém místě za Deubovým kongresem s 89, třetí maoisté získali 32 mandátů. Vládní koalice přišla těsně o většinu a začala jednání s dalšími menšími stranami. Dahal nejprve odmítal spojení s Olim, jako podmínku pokračování stávající koalice ale požadoval funkci premiéra na první polovinu volebního období, na což Deuba nepřistoupil. Sjednocení marxisté-leninisté a dalších šest stran v prosinci vyjádřili Dahalovi podporu a ten se stal premiérem. Spojení s maoisty vydrželo pouze dva měsíce a marxisté-leninisté z koalice odešli ve prospěch kongresu. Tato koalice vládla do března 2024, kdy v kabinetu Oliho strana nahradila kongres.
Po dohodě mezi Olim a Deubou marxisté-leninisté odřekli 3. července 2024 koalici podporu, Dahal neustál 12. července hlasování o důvěře a 15. července byl KP Oli jmenován Rámem Čandrou Poudelem novým premiérem. Jako důvod k navázání této spolupráce Oli uvedl boj s korupcí a zajištění politické stability země. Podle dohody by se měl stát před následujícími volbami premiérem také Deuba.

## Politické názory
KP Oli je považován pro své výroky za nepálského nacionalistu s autoritářskými tendencemi, který se v prvních letech vlády vyhrazoval proti sousední Indii a měl blíž k Čínské lidové republice. Negativní ohlas v Indii vyvolala v roce 2020 nová nepálská mapa, zahrnující tři sporná území ovládaná Indií. Řekl například, že legendární král Ráma se nenarodil v Indii, protože posvátné město Ajódhja bylo ve skutečnosti v Nepálu, odkud také pochází jóga.